# Euphaedra vulnerata
Euphaedra vulnerata är en fjärilsart som beskrevs av Schultze 1921. Euphaedra vulnerata ingår i släktet Euphaedra och familjen praktfjärilar. Inga underarter finns listade i Catalogue of Life.